# 監獄風雲II逃犯
《監獄風雲II逃犯》，1991年香港新藝城電影公司出品的一部動作與監獄片，監製是麥嘉，編劇是南燕，音樂是盧冠廷，動作設計是林滿華，導演是林嶺東，由周潤發、陳松勇、徐錦江主演。是1987年林嶺東主導的電影《監獄風雲》的續集。本片獲提名第11屆香港電影金像獎最佳動作指導。

## 劇情簡介
資深囚犯鍾天正當初因為誤殺妻子而入獄，服刑期間母親病逝，兒子良仔被送到孤兒院甚至對父親產生怨恨。
鍾天正一心想申請外出看望兒子，卻遭到監獄保安組主任仇Sir的諸多刁難。他因收買獄中大陸幫首領龐飛龍不成，把龐飛龍視為眼中釘，並且從中唆使挑撥使得龐飛龍與鍾天正之間產生隔閡，並利用「香港幫」和「大圈幫」犯人之間的摩擦，作為控制秩序的手段。一次在廁所裡械鬥的陷害使得龐飛龍不得不逃獄（實為骷髏頭出賣他），被誤會陷害龐飛龍的鍾天正也被迫逃走，在逃跑途中兩人相遇產生了一段陰差陽錯的友情。
後來鍾天正欲帶兒子離開香港時被再次抓回獄中，慘遭仇Sir虐待，在監獄暴亂中先擊敗骷髏頭，終於再用牙刷戳瞎了仇Sir。
打敗仇Sir之後，新任典獄長突然來探望他，跟他說很面熟（原來他是首次逃獄時，逃到兒子孤兒院那裡去，和他合照的前赤柱監獄典獄長），並提醒他以後不可再逃獄。
影片的末段，龐飛龍要調去另一個監獄了。離開前告訴鍾天正之前獄中的兄弟有事先說過不再欺負他後，鬆一口氣的鍾天正也告訴他出獄後也會接自己的兒子，但某次點名集合，曾被鍾天正咬掉耳朵的殺手雄突然又回來，鍾天正心中在想：「又要再逃一次獄」/ 粵語「仆街，呢鑊梗食蕉啦」。

## 演員
| 演員           | 角色                                                | 粵語配音 |
| 周潤發         | 鍾天正                                              | 周潤發   |
| 陳松勇         | 龐飛龍（大圈龍）                                    | 賈鳳梧   |
| 徐錦江         | 仇志堅 仇Sir（鬼見愁）[台灣翻譯：殺手雄] ，懲教主任 | 盧 雄    |
| 胡耀宗         | 鍾志良 良仔（鍾天正之子）                           |          |
| 莉             | 王榮珍，社工                                        | 沈小蘭   |
| 黃光亮         | 傻標                                                | 黃光亮   |
| 霍瑞華         | 勇                                                  | 羅君左   |
| 吳志雄         | 盲蛇                                                | 馮志輝   |
| 尹揚明         | 輝志                                                | 梁政平   |
| 韓 坤          | 潮州佬                                              | 陳 欣    |
| 李綺霞         | 鍾天正之妻子                                        |          |
| 馮瑞珍         | 鍾天正之母親                                        | 黃鳳英   |
| 龍 彪          | 火屎哥                                              |          |
| 馮國輝         | 骷髏頭                                              | 張炳強   |
| 羅樹祺         | 高級監督                                            |          |
| 伍國健         | 強哥                                                | 陳 欣    |
| 張耀揚（客串） | 嚴國雄（殺手雄）[台灣翻譯：鬼見愁]，懲教主任        | 梁政平   |
| 王 羽          | 新任高級監督                                        | 陳 欣    |

## 電影歌曲
| 歌名           | 演唱者 | 作曲   | 填詞 |
| 〈希盼得好夢〉 | 溫碧霞 | 王福齡 | 南燕 |

## 獎項
| 年份 | 頒獎典禮             | 獎項         | 名單   | 結果 |
| ---- | -------------------- | ------------ | ------ | ---- |
| 1992 | 第11屆香港電影金像獎 | 最佳動作指導 | 林滿華 | 提名 |

## 外部連結
- 香港影庫上《監獄風雲II逃犯》的資料（繁體中文）
- 開眼電影網上《監獄風雲II逃犯》的資料（繁體中文）
- 豆瓣电影上《監獄風雲II逃犯》的資料 （简体中文）
- 时光网上《監獄風雲II逃犯》的資料（简体中文）
- AllMovie上《監獄風雲II逃犯》的资料（英文）
- 爛番茄上《監獄風雲II逃犯》的資料（英文）
- 互联网电影数据库（IMDb）上《監獄風雲II逃犯》的资料（英文）